# 喬爾尼里格
51°56′23″N 32°38′20″E / 51.93972°N 32.63889°E
喬爾尼里格（烏克蘭語：Чорний Ріг），是烏克蘭北部的村莊，隸屬切爾尼希夫州的諾夫霍羅德-錫韋爾斯基區。該村始建於1850年，面積0.82平方公里，海拔高度177米，2001年人口329，人口密度每平方公里401.2人。